# Heidi Bienvenida - Nel posto che vorrai
Heidi Bienvenida - Nel posto che vorrai è la colonna sonora tratta dalla prima stagione della telenovela argentina Heidi Bienvenida, trasmessa durante il 2017 e creata da Marcela Citterio. L'album viene pubblicato il 9 agosto 2017 in Argentina con il titolo Heidi, bienvenida a casa, mentre il 14 settembre 2018 viene messo in commercio in Italia sotto etichetta discografica Sony Music e Mondo TV.
La colonna sonora è prodotta da Martín Della Nina, mentre la co-produzione è a carico di Sebastián De La Riega.

## Descrizione
Il 22 febbraio 2017, come presentazione della serie, appare sul canale di trasmissione della telenovela Nickelodeon il videoclip Pienso, cantato da uno dei protagonisti, ossia Victorio D'Alessandro che interpreta Toro, mentre il 28 dello stesso mese viene pubblicatato Un Lugar Mejor cantata da Chiara Francia, utilizzata anche come sigla del serial. Nella giornata del 30 marzo appare sul sito Oh la la. Il 10 aprile è uscito il video musicale della canzone Agente Secreto cantata da Nicolás Riedel, mentre il 18 successivo viene diffuso No Hay Tiempo para un Novio. Altri videoclip caricati sul sito sono: Corre, 1,2,3 e Abuelito, tutti nell'aprile del 2017. Anche il 20 aprile, Nickelodeon pubblica il filmato di Quiero Enamorarme. 
La colonna sonora esce il 9 agosto 2017, comprendente di un disco per un totale di venticinque canzoni. La maggior parte dei personaggi principali e ricorrenti interpretano un pezzo. Le tracce vengono presentate anche con il passare degli episodi. Sono sia canzoni tratte dalla serie che dalla versione teatrale, presentata al pubblico nel giugno del 2017 a Buenos Aires. Il disco è disponibile anche attraverso alcune piattaforme online.
Il 7 giugno del 2018 viene annunciato che Mondo TV Iberoamerica ha stretto un accordo con Sony Music per la distribuzione della colonna sonora del serial TV, con eventuale opzione per la seconda stagione. Infatti, viene messa in commercio nel territorio italiano il 14 settembre dello stesso anno. L'album contiene la versione italiana della sigla Un Lugar Mejor, cantata in italiano da Deborah Iurato e intitolata Nel posto che vorrai, da cui prende il nome la colonna sonora. Le canzoni sono pubblicate da Universal Music Group, Peer e Warner.

## Tracce

### Edizione argentina
1. Chiara Francia – Un Lugar Mejor – 2:46 (Santiago Talledo, Marcela Citterio)
2. Chiara Francia, Minerva Casero – Una Gota de Variedad – 3:08 (Martin Della Nina, Marcela Citterio)
3. Chiara Francia – Corre – 3:12 (Marger Sealey, Ezequiel Iglesias, Chiara Francia)
4. Santiago Talledo – A Donde Puedes Llegar – 2:46 (Santiago Talledo, Marcela Citterio)
5. Mercedes Lambre – Mi Realidad – 3:22 (Francesco Cia, Ezequien Bauza, Marcela Citterio)
6. Chiara Francia – Abuelito – 3:38 (Marger Sealey, Ezequiel Iglesias, Chiara Francia)
7. Florencia Benítez – Dance At Your Party – 3:41 (Marger Sealey, Chiara Francia, Yaroslav)
8. Nicolás Riedel – Agente Secreto – 2:33 (Martin Della Nina, Marcela Citterio)
9. Melisa Garat – Ohlala! – 1:46 (Marger Sealey, Ezequiel Iglesias, Chiara Francia)
10. Chiara Francia, Mercedes Lambre – El Sabor de la Ilusión – 2:18 (Marger Sealey, Chiara Francia, Yaroslav)
11. Minerva Casero – Fuera de Aquí – 2:15 (Santiago Talledo, Marcela Citterio)
12. Victoria Ramos – Soy Así – 2:08 (Gaston Abulafia, Mariano Pipkin, Marcela Citterio)
13. Chiara Francia – Me Engañaron – 2:40 (Gaston Abulafia, Mariano Pipkin, Marcela Citterio)
14. Mercedes Lambre – Sígueme – 2:38 (Santiago Talledo, Marcela Citterio)
15. Mercedes Lambre – No Hay Tiempo para un Novio – 2:06 (Gaston Abulafia, Mariano Pipkin, Marcela Citterio)
16. Mario Guerci – Rock y Chocolate – 3:04 (Alberto Luca, Manuel Wirtz, Marcela Citterio)
17. Victorio D'Alessandro, Chiara Francia, Marcela Citterio – Voy – 2:28
18. Florencia Benítez – 1,2,3 – 2:47 (Marger Sealey, Ezequiel Iglesias, Chiara Francia)
19. Yoyi Francella – Quiero Enamorarme – 2:34 (Marger Sealey, Marcela Citterio, Ezequiel Iglesias)
20. Victorio D'Alessandro – Pienso – 3:15 (Tomas Pacifico, Marcela Citterio)
21. Joaquín Ochoa, Chiara Francia – Juntos – 3:00 (Santiago Talledo, Marcela Citterio)
22. Rafael Walter – Boogie Boom Boom – 2:10 (Santiago Talledo, Marcela Citterio)
23. Victorio D'Alessandro – Vamos a Llegar – 2:59 (Tomas Pacifico, Marcela Citterio)
24. Victorio D'Alessandro – Este Cuento – 3:27 (Santiago Talledo, Marcela Citterio)
25. Tiziano Francia – No Me Llamo Nano – 1:13 (Martin Della Nina, Marcela Citterio)

Durata totale: 67:54

### Edizione italiana
1. Deborah Iurato – Nel posto che vorrai – 2:49 (Santiago Talledo, Marcela Citterio, Paolo Antonacci (adattatore))
2. Florencia Benítez – 1,2,3 – 2:47 (Marger Sealey, Ezequiel Iglesias, Chiara Francia)
3. Santiago Talledo – A Donde Puedes Llegar – 2:46 (Santiago Talledo, Marcela Citterio)
4. Chiara Francia – Abuelito – 3:38 (Marger Sealey, Ezequiel Iglesias, Chiara Francia)
5. Nicolás Riedel – Agente Secreto – 2:33 (Martin Della Nina, Marcela Citterio)
6. Santiago Talledo, Chiara Francia, Johanna Francella – Boogie Boom Boom – 2:10 (Santiago Talledo, Marcela Citterio)
7. Chiara Francia – Corre – 3:12 (Marger Sealey, Ezequiel Iglesias, Chiara Francia)
8. Florencia Benítez – Dance At Your Party – 3:41 (Marger Sealey, Yaroslav, Chiara Francia)
9. Chiara Francia, Mercedes Lambre – El Sabor de la Ilusión – 2:18 (Marger Sealey, Yaroslav, Chiara Francia)
10. Victorio D'Alessandro – Este Cuento – 3:27 (Santiago Talledo, Marcela Citterio)
11. Minerva Casero – Fuera de Aquí – 2:15 (Santiago Talledo, Marcela Citterio)
12. Joaquín Ochoa, Chiara Francia – Juntos – 3:00 (Santiago Talledo, Marcela Citterio)
13. Chiara Francia – Me Engañaron – 2:40 (Gaston Abulafia, Mariano Pipkin, Marcela Citterio)
14. Mercedes Lambre – Mi Realidad – 3:22 (Francesco Cia, Ezequien Bauza, Marcela Citterio)
15. Mercedes Lambre – No Hay Tiempo para un Novio – 2:06 (Gaston Abulafia, Mariano Pipkin, Marcela Citterio)
16. Melisa Garat – Oh la la – 1:46 (Marger Sealey, Ezequiel Iglesias, Chiara Francia)
17. Victorio D'Alessandro – Pienso – 3:15 (Tomas Pacifico, Marcela Citterio)
18. Tiziano Francia – No Me Llamo Nano – 1:13 (Martin Della Nina, Marcela Citterio)
19. Mario Guerci – Rock y Chocolate – 3:04 (Alberto Luca, Manuel Wirtz)
20. Mercedes Lambre – Sígueme – 2:38 (Santiago Talledo, Marcela Citterio)
21. Victoria Ramos – Soy Así – 2:08 (Gaston Abulafia, Mariano Pipkin, Marcela Citterio)
22. Victorio D'Alessandro, Chiara Francia – Voy – 2:28 (Gaston Abulafia, Mariano Pipkin, Marcela Citterio)
23. Chiara Francia, Minerva Casero – Una Gota de Variedad – 3:08 (Martin Della Nina, Marcela Citterio)
24. Johanna Francella – Quiero Enamorarme – 2:34 (Marger Sealey, Ezequiel Iglesias, Chiara Francia)
25. Minerva Casero, Victorio D'Alessandro, Chiara Francia, Mercedes Lambre, Victoria Ramos – Vamos a Llegar – 2:59 (Tomas Pacifico, Marcela Citterio)

Durata totale: 67:57